# Официален вестник на Европейския съюз
Официалният вестник на Европейския съюз (на английски: Official Journal of the European Union) е правителственен бюлетин на Европейския съюз. Той се публикува от началото на Договора от Ница, който влезе в сила на 1 февруари 2003 г. Публикува се на 24-те официални езици на държавите членки. Задължителна сила имат само нормативните актове, публикувани в официалния вестник.
Вестникът заменя „Официалния вестник на Европейската общност за въглища и стомана“, публикуван от 30 декември 1952 г., който от своя страна е преименуван на Официален вестник на Европейските общности с образуването на Европейските общности, преди да приемат своето текущо название със създаването на Европейския съюз.
Официалният вестник включва в себе си две свързани серии и една допълнителна:
- серия L съдържа законодателството на Европейския съюза, в това число директиви, решения, препоръки и мнения;
- серия С съдържа доклади и съобщения, включително решенията на Европейския съд и Общия съд на ЕС (по-рано известен като Съд от първа инстанция);
- допълнителната серия S съдържа покани за участие в търгове за обществени поръчки.